# Mangotsfield
Mangotsfield – osada w Anglii, w Gloucestershire, w dystrykcie (unitary authority) South Gloucestershire. Mangotsfield jest wspomniana w Domesday Book (1086) jako Manegodesfelle.